# Eunidia dolosoides
Eunidia dolosoides là một loài bọ cánh cứng trong họ Cerambycidae.